# آزمون کوکران سی
آزمون کوکران (به انگلیسی: Cochran's C test) تعمیم یافته آزمون مک نمار است. این آزمون برای مقایسه بیش از دو گروه که وابسته باشند و مقیاس آنها اسمی یا رتبه‌ای باشند به کار می‌رود و همچون آزمون مک نمار، جوابها باید دوتایی باشند.
برای آزمون تغییرات یک نمونه در زمانها یا موقعیتهای مختلف (مثل آراء رای دهندگان قبل از انتخابات در زمانهای مختلف) به کار می‌رود.
مقیاس می‌تواند اسمی یا رتبه‌ای باشد. به جای چند سؤال می‌توان یک سؤال را در موقعیتهای مختلف ارزیابی نمود. همه افراد باید به همه سوالات پاسخ گفته باشند.
چون پاسخها دو جوابی است، در بعضی از انواع تحقیقات ممکن است اطلاعات بدست آمده از دست برود و بهتر است از رتبه بندی استفاده کرد که در این صورت «آزمون ویلکاکسون» بهتر جوابگو خواهد بود.
در صورت کوچک بودن نمونه‌ها آزمون کوکران مناسب نیست و بهتر است از آزمون فریدمن استفاده شود.